# Chaetosphaeria ellisii
Chaetosphaeria ellisii är en svampart som först beskrevs av M.E. Barr, och fick sitt nu gällande namn av Huhndorf & F.A. Fernández 2005. Chaetosphaeria ellisii ingår i släktet Chaetosphaeria och familjen Chaetosphaeriaceae.   Inga underarter finns listade i Catalogue of Life.